# Josef Císařovský (malíř)
Josef Císařovský (21. července 1926 Hostouň u Kladna — 16. července 2017) byl český malíř, historik umění, estetik, vysokoškolský pedagog, sochař a umělecký kovář. Byl signatářem Charty 77.

## Život

### Mládí
Narodil se v Hostouni nedaleko Kladna
. Během nacistické okupace byl očitým svědkem transportů Židů do koncentračních táborů a vyhlazení Lidic, ležících nedaleko Hostouně, což jej přimělo se roku 1943 připojit k protinacistickému odboji. Vystudoval dějiny umění v Sovětském svazu, posléze žil v Praze, kde se věnoval publikační činnosti a malbě.

### Po roce 1968
Po vpádu vojsk Varšavské smlouvy do Československa se s rodinou odstěhoval na venkov, kde se živil jako chovatel ovcí. Z politických důvodů mu bylo znemožněno publikovat. Stýkal se s osobnostmi domácího protirežimního disentu a po vzniku Charty 77 ji podepsal. To jej vystavilo dalším perzekucím, byl například vyřazen z Českého fondu výtvarného umění, což mu znemožnilo prodávat své obrazy, sledovala jej StB.
Po Sametové revoluci byla pak uspořádána řada výstav jeho děl, mimo Prahy např. v Rabasově galerii v Rakovníku. Od roku 1990 také jako prezident vedl nově založený Evropský kulturní klub, organizaci na podporu nově umožněné vzájemné kulturní spolupráce v Evropě.

### Úmrtí
Josef Císařovský zemřel 16. července 2017 ve věku 90 let.

## Dílo
V rámci své publicistické tvorby se věnoval především československé meziválečné avantgardě, dílu estetika a teoretika umění Otokara Hostinského či sochaře Otto Gutfreunda. Ve svých obrazech se zaměřoval především na náměty rodného kraje (Hostouň a okolí) či portréty domácích a světových osobností 20. století. Výtvarně se rovněž podílel na vzniku okenních vitráží chrámu sv. Petra a Pavla v Mělníku či na ozdobných prvcích dřevěného kostela sv. Jana Křtitele v Českém Jiřetíně.

## Galerie

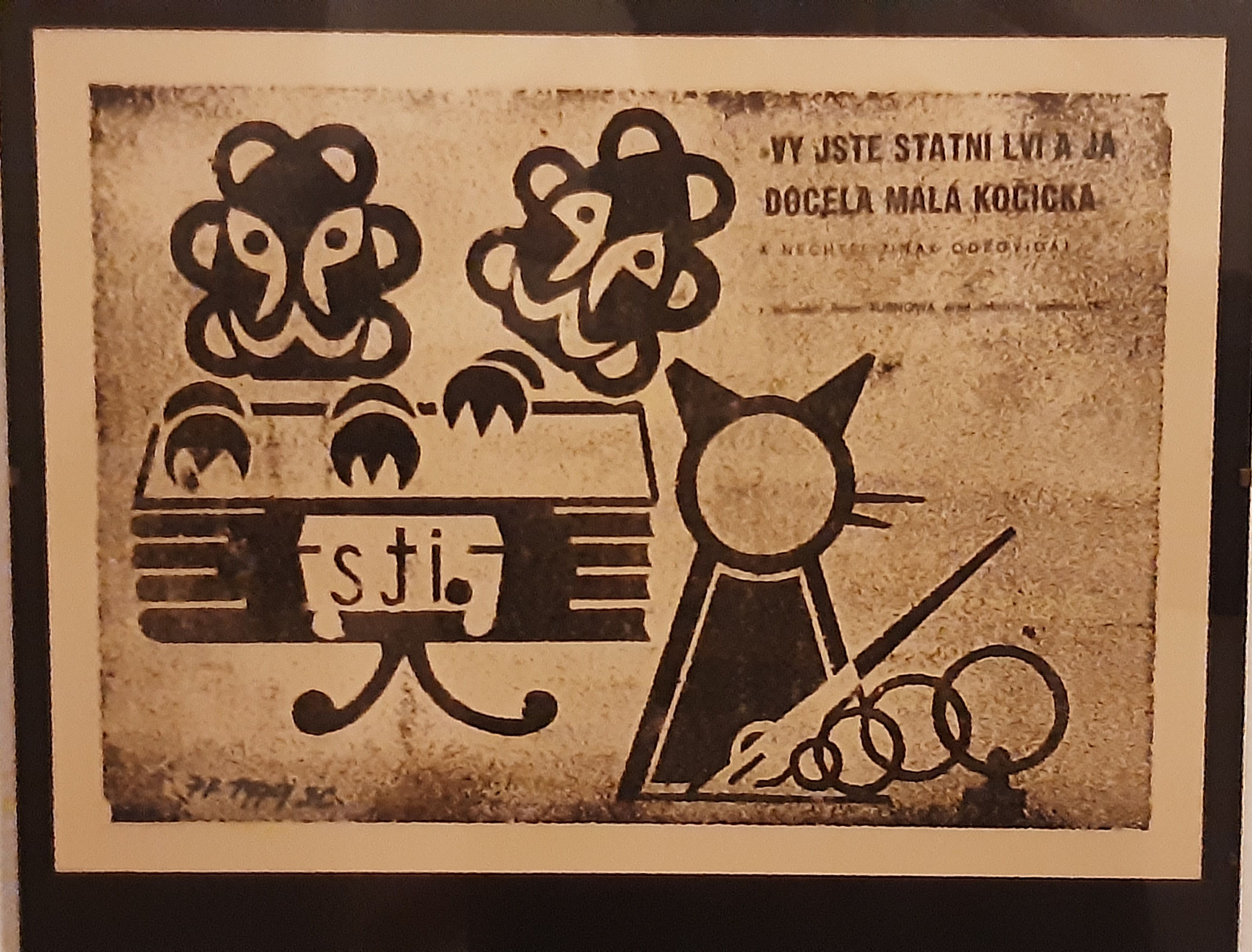
Lvi
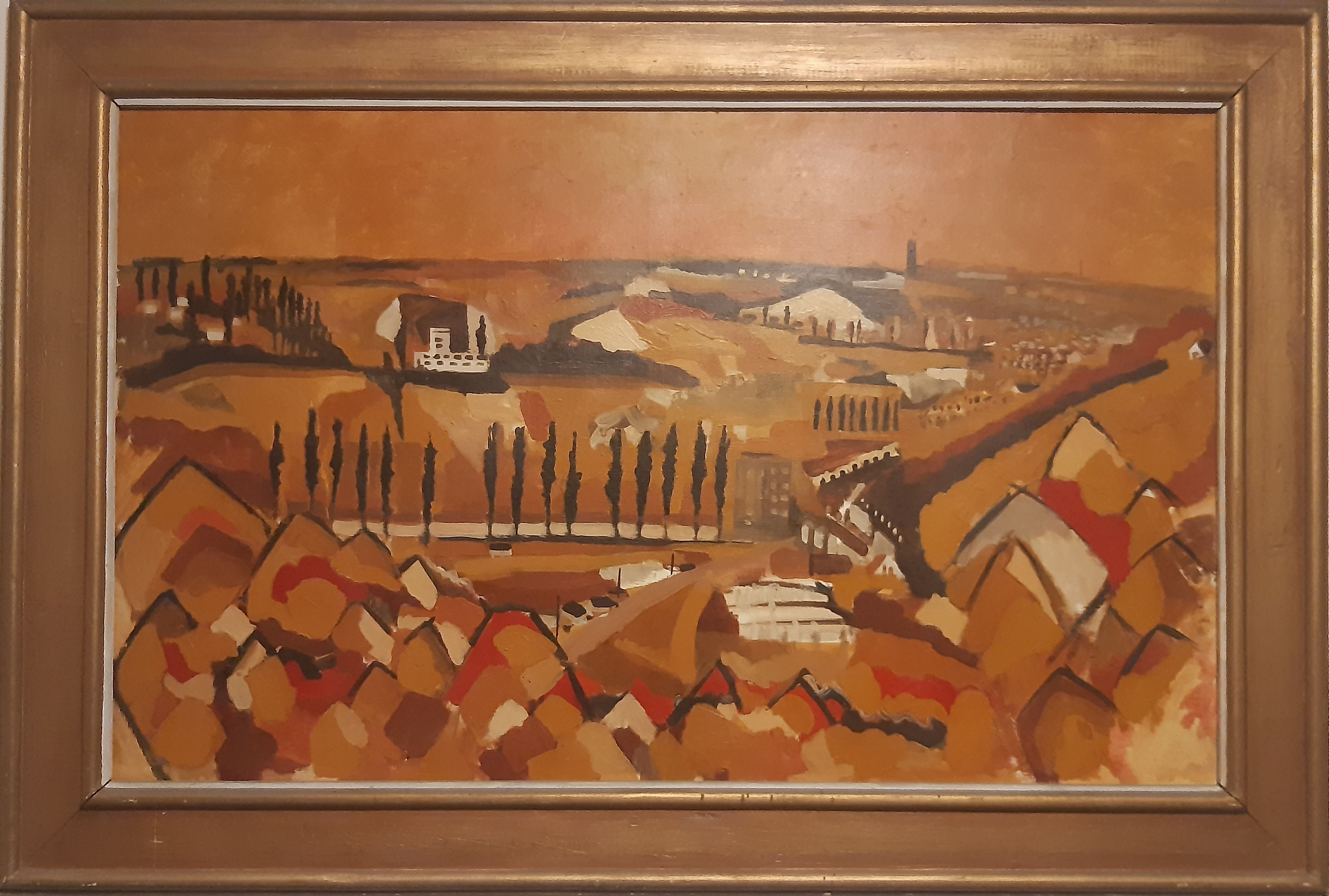
Barrandov
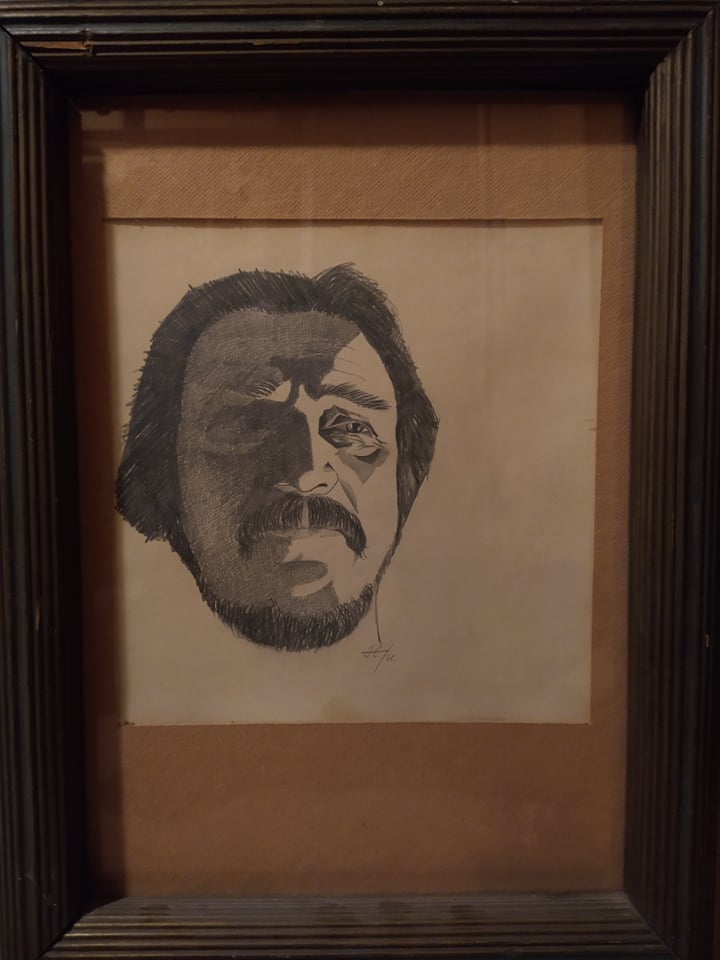
Autoportrét
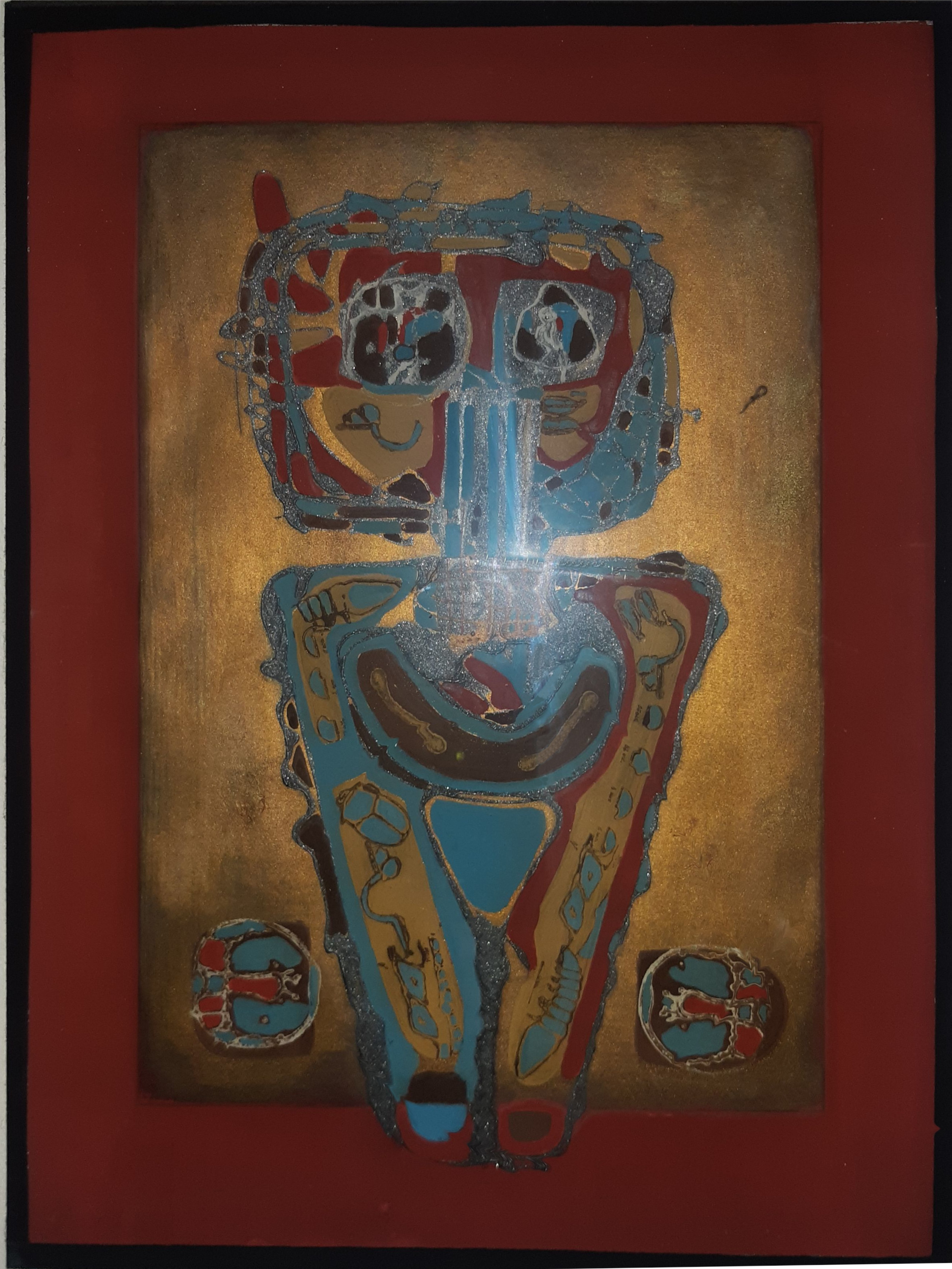
Sova
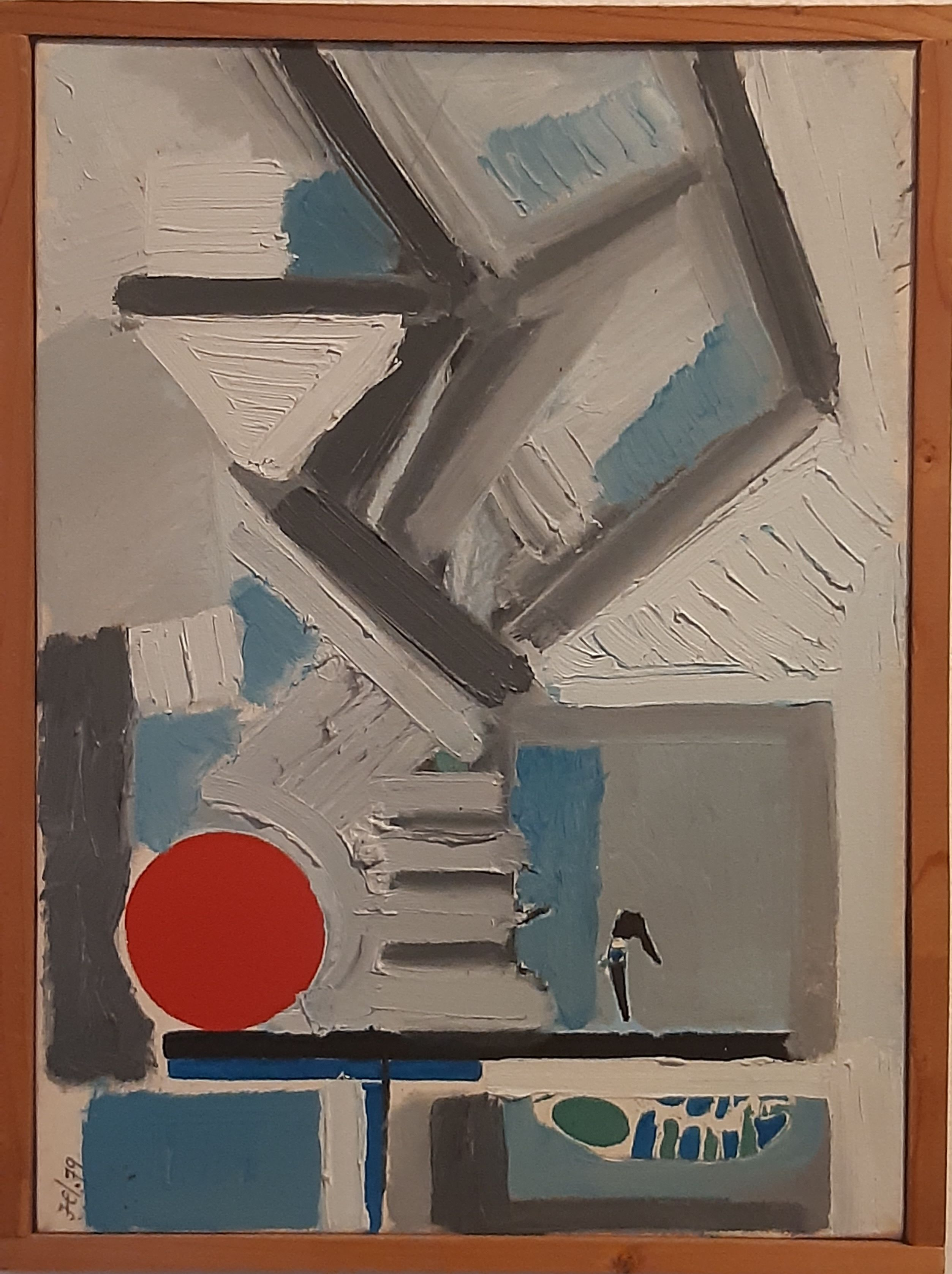
Zrcadla